# Равна гора (област Варна)
Вижте пояснителната страница за други значения на Равна гора.
Равна гора е село в Североизточна България. То се намира в община Аврен, област Варна и е на 19 км. южно от гр.Варна и 10 км. от комплекс Камчия.

## География
Селото се намира на 19 км южно от град Варна, с когото го свързва редовен автобусен транспорт, на 22 км югоизточно от село Аврен и на 10 км западно от морския бряг. Климатът е умерено-континентален, силно повлиян от близостта на Черно море и река Камчия – лятото е прохладно, а зимата – мека, с оскъдни снеговалежи. Релефът е равнинен

## История
Старото име на селото е Яссъбаш („Шарен водач“). Според изворите, през ноември 1888 г. в селото има епизоотично огнище на шарка по овцете, поради което Варненското градско-общинско управление временно не допуска в града добитък от селото.

## Религия и образование
По-голямата част от жителите на селото изповядват християнство в местен православен храм „Св. Параскева“. Най-близкото училище отостои на 10 км от селото и се намира в село Близнаци. В Равна гора са запазените къщи от края на ХІХ век, декларирани като паметници на културата.

## Стопанство
В землището на селото има голяма ябълкова градина, соларен парк, а в селото функционира цех за производство на рибни продукти. Климатът и плодородната почва благоприятстват развитието на лозарство, овощарство и зеленчукопроизводство.

## Население

### Етнически състав

#### Преброяване на населението през 2011 г.
Численост и дял на етническите групи според преброяването на населението през 2011 г.:
|                     | Численост | Дял (в %) |
| Общо                | 168       | 100.00    |
| Българи             | 103       | 61.30     |
| Турци               | 9         | 5.35      |
| Цигани              | 21        | 12.50     |
| Други               | –         | –         |
| Не се самоопределят | –         | –         |
| Неотговорили        | 35        | 20.83     |

### Обичаи
- Празник на населеното място, отбелязван в последната неделя на месец октомври.

## Личности
- Кирил Халачев (1900 – 1972), деец на БКП и интербригадист